# Іштван Палоташ
Іштван (Павніца) Палоташ (угор. István (Pavnicza) Palotás, 13 листопада 1907, Будапешт — 1 жовтня 1987) — угорський футболіст, що грав на позиції півзахисника, зокрема, за клуб «Бочкаї», а також національну збірну Угорщини. По завершенні ігрової кар'єри — тренер.

## Клубна кар'єра
У футболі відомий по виступам за команду «Бочкаї» з Будапешта. 

## Виступи за збірну
1933 року дебютував в офіційних матчах у складі національної збірної Угорщини. Протягом кар'єри у національній команді, яка тривала 5 років, провів у її формі 8 матчів..
У складі збірної був учасником чемпіонату світу 1934 року в Італії де зіграв в 1/8 фіналу проти Єгипту (4-2) і в чвертьфіналі проти Австрії (1-2).

## Кар'єра тренера
Розпочав тренерську кар'єру, повернувшись до футболу після тривалої перерви, 1940 року, очоливши тренерський штаб клубу «Дебрецен».
Протягом кар'єри ще пять разів очолював клуб з Дебрецена.
Помер 1 жовтня 1987 року на 80-му році життя.